# Resolutie 2366 Veiligheidsraad Verenigde Naties
Resolutie 2366 van de Veiligheidsraad van de Verenigde Naties werd op 10 juli 2017 unaniem aangenomen door de VN-Veiligheidsraad. De door het Verenigd Koninkrijk opgestelde resolutie richtte een politieke missie op om toe te zien op de uitvoering van het vredesakkoord dat in Colombia was gesloten met de rebellenbeweging FARC.
Landen noemden de ontwapening van de FARC "historisch", en prezen ook de inzet van de Colombiaanse president Juan Manuel Santos om vrede te sluiten. De Franse vertegenwoordiger François Delattre noemde het een succesverhaal voor Colombia en voor de Verenigde Naties. Er was echter nog een lange weg af te leggen; onder meer betreffende de amnestiewet.
De Colombiaanse minister van Buitenlandse Zaken María Ángela Holguín Cuéllar zei dat de bevolking de voordelen van vrede meer en meer inzag, en het een kans gaf. Op het platteland, waar de mensen veel harder waren getroffen door het conflict, waren die voordelen nu al merkbaar. Ze zei ook dat het vredesproces in Colombia het eerste was waar ook de slachtoffers van het conflict bij betrokken waren geweest.
De herintegratie van de duizenden voormalige rebellen in de maatschappij zou een van de moeilijkste taken worden. Speciaal VN-vertegenwoordiger Jean Arnault zei dat zij in onzekerheid waren over hun veiligheid en hun toekomst.

## Achtergrond
In Colombia was al sinds midden jaren 1960 een gewapend conflict aan de gang tussen het regeringsleger, paramilitaire groeperingen, linkse rebellengroepen en drugsbendes. De Revolutionaire Strijdkrachten van Colombia of "FARC(-EP)" zijn een van de grootste. Ontstaan uit onvrede over de ongelijkheid tussen grootgrondbezitters en boeren, nam de marxistisch-leninistisch geïnspireerde groepering de wapens op tegen de conservatieve regering. Na verloop van tijd werd de groep meer een terreurorganisatie gefinancierd door drugshandel en losgeld van ontvoeringen. Met Amerikaanse steun bracht de regering de FARC zware klappen toe, en na 2000 daalde het aantal strijders fors.
In 2012 begonnen vredesgesprekken tussen de overheid en de FARC om een einde te maken aan het conflict. Venezuela, Cuba en Noorwegen waren daarbij betrokken als bemiddelaars. In 2016 leidden die gesprekken tot een wapenstilstand en vredesakkoord, waarbij zo'n 7000 FARC-strijders zouden worden ontwapend. Een eerste akkoord werd bij een volksraadpleging nipt verworpen. Een tweede akkoord werd door het congres, waar de regeringspartijen een meerderheid hebben, goedgekeurd. Velen vonden dat de rebellen er te goed vanaf kwamen na een oorlog van 52 jaar, waarbij 200.000 doden waren gevallen. Zo zouden vele FARC-leiders vrijuit gaan, kregen degenen die oorlogsmisdaden hadden gepleegd strafvermindering en mochten ze meedoen aan verkiezingen voor publieke mandaten.

## Inhoud
Op 27 juni 2017 had de FARC al zijn wapens neergelegd. De middels resolutie 2307 gecreëerde VN-missie in Colombia had hierop toegezien. Het vredesakkoord voorzag in een tweede politieke VN-missie voor drie jaar, die moest toezien op de uitvoering van dit akkoord.
Aldus richtte de Veiligheidsraad de "VN-verificatiemissie in Colombia" op voor een initiële periode van twaalf maanden, te beginnen op 26 september 2017. Dan zou de eerdere missie die had toegezien op de ontwapening afgelopen zijn. De missie moest onder meer toezien op de politieke, economische en sociale herintegratie van de FARC en de uitvoering van de veiligheidsgaranties. Secretaris-generaal António Guterres werd gevraagd aanbevelingen te doen inzake de omvang en het mandaat van de missie. Dit deed hij eind augustus, en in september keurde de Veiligheidsraad zijn voorstellen betreffende de omvang en het mandaat van de missie goed.
Lijst ·  2337 ·  2338 ·  2339 ·  2340 ·  2341 ·  2342 ·  2343 ·  2344 ·  2345 ·  2346 ·  2347 ·  2348 ·  2349 ·  2350 ·  2351 ·  2352 ·  2353 ·  2354 ·  2355 ·  2356 ·  2357 ·  2358 ·  2359 ·  2360 ·  2361 ·  2362 ·  2363 ·  2364 ·  2365 ·  2366 ·  2367 ·  2368 ·  2369 ·  2370 ·  2371 ·  2372 ·  2373 ·  2374 ·  2375 ·  2376 ·  2377 ·  2378 ·  2379 ·  2380 ·  2381 ·  2382 ·  2383 ·  2384 ·  2385 ·  2386 ·  2387 ·  2388 ·  2389 ·  2390 ·  2391 ·  2392 ·  2393 ·  2394 ·  2395 ·  2396 ·  2397